# Батайск (станция)
Бата́йск — узловая железнодорожная станция Ростовского региона Северо-Кавказской железной дороги, находящаяся в городе Батайске Ростовской области. По основному характеру работы является сортировочной, по объёму работы отнесена к внеклассной.

## История
Официальное открытие движения поездов через железнодорожную станцию Батайск на линии Ростов — Владикавказ состоялось 14 июля 1875 года по новому стилю. Тогда же было открыто паровозное депо. 25 лет спустя, в 1900 году, она уже была станцией 2 класса. Затем были построены новые железнодорожные линии: Батайск — Азов в 1911 году, Батайск — Торговая (ныне Сальск) в 1915 году.
Вблизи станции Батайск Владикавказской железной дороги в начале Первой мировой войны был сооружён храм во имя Святителя Николая-Мирликийского Чудотворца в честь восшествия на престол государя императора Николая II Александровича. В 1930-х годах он был разрушен, а после Великой Отечественной войны, в 1950 году на его месте был построен дом культуры железнодорожников.
В 1914 году, при станции Батайск было одобрено строительство приёмного покоя, он же врачебный пункт. Строили его по проекту 1912 года, который предназначался для станции Георгиевск (Ставропольский край). Приёмный покой был в новомодном стиле модерн, одноэтажный с подвалом. Внутри находились лаборатория, перевязочная, комната врача, операционная, мужская и женская палата, аптека, приёмная, комната сторожа, ванная и туалеты. В подвале были склады при аптеке, помещения для отопления и истопник топлива. Здание приёмного покоя сохранилось по настоящее время, отделано современными материалами, сохранился подвал. В настоящее время в нём находится Батайский филиал центра гигиены и эпидемиологии по железнодорожному транспорту.
- Что было и что есть
- Храм
- Дом культуры
- Приёмный покой
- Центр гигиены

После Октябрьской революции и Гражданской войны, к началу 1923 года станция была восстановлена, а в 1930 году завершена её реконструкция.
За героический труд в годы Великой Отечественной войны коллективу было передано на вечное хранение переходящее Красное Знамя Государственного Комитета Обороны СССР, начальнику станции Константину Мазурову присвоено звание Героя Социалистического Труда, более 300 человек награждены медалью «За доблестный труд в Великой Отечественной войне 1941—1945 гг.».
В 1963 году станция электрифицирована переменным током.

### Происшествие 2 марта 1975 года
Машинист Евгений Михайлович Белов (1938 — 1975) вёл в этот день товарный состав. Его электровоз загорелся, чтобы предотвратить трагедию на станции, он до последней минуты находился на месте машиниста. Дав приказ своему помощнику спрыгнуть, сам сгорел. Указом Президиума Верховного Совета Белов за стойкость и мужество, проявленные при исполнении служебных обязанностей, был посмертно награждён орденом Трудового Красного Знамени. Был похоронен на Новостроенском кладбище города.
Евгений Белов учился в железнодорожном техникуме и затем служил в армии. С 1961 года работал в локомотивном депо станции Батайск, одновременно учился на помощника машиниста электровоза. Окончив курсы машинистов, продолжил работать на станции машинистом.

## Описание
Современная инфраструктура станции Батайск включает в себя вокзал берегового типа, четыре низкие железнодорожные платформы, 13 приёмо-отправочных путей, электрифицированных переменным током напряжением 25 кВ, две сортировочные горки, имеющие 32 и 24 пути, пешеходный путепровод, вагонное депо и локомотивное депо ТЧЭ-6, имеющее в своём составе электровозы ВЛ80, маневровые тепловозы ЧМЭ3, ТЭМ7А, автомотрисы АЧ2.
Вокзал станции Батайск имеет объемно-пространственную композицию с традиционной симметричной трехчастной разбивкой объёмов и выделением центра. Средняя часть в виде выступающего ризалита является центральным ядром всей композиции, а также отмечена функционально: именно здесь расположен главный вход в вокзал. Зрительно вход увеличен с помощью массивного портала над ним. По обе стороны от центральной секции тянутся одноэтажные крылья, занятые помещениями для пассажиров: залами ожидания и кассами. Крылья завершают выступающие в два ризалита, которые ограничивают и уравновешивают собой объемную композицию. Монотонный фасад дополняют пилястры коринфского ордера. Окна ризалитов имеют полуциркульные завершения, остальные выполнены прямоугольной формы. Таким образом, здание вокзала имеет три поперечных оси: по центральной части и по боковым ризалитам, объёмы которых выдвинуты в плане относительно линии основных крыльев.
Батайский вокзал по внешнему виду схож с вокзалом станции Тоннельная, от которого отличается некоторыми деталями.
- Фотогалерея
- Вид здания вокзала с платформ
- Служебное здание
- Памятная доска на служебном здании

## Сообщение по станции
По станции курсируют следующие поезда пригородного сообщения:
| Пригородное    | Пригородное                   | Пригородное    | Пригородное                   |
| № поезда       | Маршрут движения              | № поезда       | Маршрут движения              |
| -------------- | ----------------------------- | -------------- | ----------------------------- |
| 6021           | Азов — Ростов-на-Дону         | 6022           | Ростов-на-Дону — Азов         |
| 6023           | Азов — Ростов-на-Дону         | 6024           | Ростов-на-Дону — Азов         |
| 6027           | Азов — Ростов-на-Дону         | 6028           | Ростов-на-Дону — Азов         |
| 6151/6051      | Кущёвка — Ростов-на-Дону      | 6060/6860      | Ростов-на-Дону — Кущёвка      |
| 6255/6253      | Тихорецкая — Ростов-на-Дону   | 6250/6252      | Ростов-на-Дону — Тихорецкая   |
| 6270/6268/6265 | Краснодар — Ростов-на-Дону    | 6264/6265/6267 | Ростов-на-Дону — Краснодар    |
| 6282/6181      | Староминская — Ростов-на-Дону | 6240/6241      | Ростов-на-Дону — Староминская |
| 6284/6183      | Староминская — Ростов-на-Дону | 6172/6171      | Ростов-на-Дону — Староминская |
| 6286/6185      | Староминская — Ростов-на-Дону | 6174/6273      | Ростов-на-Дону — Староминская |
| 6290/6189      | Староминская — Ростов-на-Дону | 6178/6277      | Ростов-на-Дону — Староминская |
| 6296/6294/6291 | Краснодар — Ростов-на-Дону    | 6298/6295/6293 | Ростов-на-Дону — Краснодар    |
| 6401           | Батайск — Ростов-на-Дону      | 6402           | Ростов-на-Дону — Батайск      |
| 6811           | Сальск — Ростов-на-Дону       | 6812           | Ростов-на-Дону — Сальск       |
| 6815/6813      | Волгодонская — Ростов-на-Дону | 6814/6816      | Ростов-на-Дону — Волгодонская |
| 6819/6829      | Куберле — Ростов-на-Дону      | 6830/6820      | Ростов-на-Дону — Куберле      |
| 6853/6053      | Тихорецкая — Ростов-на-Дону   | 6758/6858      | Ростов-на-Дону — Тихорецкая   |
| 6855/6055      | Кущёвка — Ростов-на-Дону      | 6054/6854      | Ростов-на-Дону — Кущёвка      |
| 6859/6059      | Кущёвка — Ростов-на-Дону      | 6052/6852      | Ростов-на-Дону — Кущёвка      |
| 6971/6871      | Тихорецкая — Ростов-на-Дону   | 6872/6972      | Ростов-на-Дону — Тихорецкая   |

### Дальнее
По станции курсируют следующие поезда дальнего следования:
| Круглогодичное обращение поездов | Круглогодичное обращение поездов | Круглогодичное обращение поездов | Круглогодичное обращение поездов |
| № поезда                         | Маршрут движения                 | № поезда                         | Маршрут движения                 |
| -------------------------------- | -------------------------------- | -------------------------------- | -------------------------------- |
| 391                              | Баку — Ростов-на-Дону            | 392                              | Ростов-на-Дону — Баку            |
| 641                              | Адлер — Ростов-на-Дону           | 642                              | Ростов-на-Дону — Адлер           |
| 805 «Ласточка»                   | Новороссийск — Ростов-на-Дону    | 806 «Ласточка»                   | Ростов-на-Дону — Краснодар       |
| 807 «Ласточка»                   | Краснодар — Ростов-на-Дону       | 808 «Ласточка»                   | Ростов-на-Дону — Новороссийск    |
| 809 «Ласточка»                   | Кисловодск — Ростов-на-Дону      | 810 «Ласточка»                   | Ростов-на-Дону — Кисловодск      |

| Сезонное обращение поездов | Сезонное обращение поездов | Сезонное обращение поездов | Сезонное обращение поездов |
| № поезда                   | Маршрут движения           | № поезда                   | Маршрут движения           |
| -------------------------- | -------------------------- | -------------------------- | -------------------------- |